# La roca vermella
La roca vermella  (Le Rocher rouge) és un oli sobre tela de 92 × 68 cm pintat per Paul Cézanne vers els anys 1895-1900 i dipositat al Museu de l'Orangerie de París.

## Context històric i artístic
Rewald situa aquesta pintura entorn del 1895. A partir d'aquesta data, com ha observat Michel Hoog, els paisatges de Cézanne "perden la serenitat, l'ordenament clar i la llum assolellada dels anys anteriors. Cézanne cerca, als voltants d'Ais de Provença, localitzacions salvatges on, en composicions atapeïdes i agitades, es barregen vegetació i roques."
Aquesta obra va passar per les mans de la vídua de Paul Guillaume, Domenica, i d'Ambroise Vollard.

## Descripció
La roca vermella és considerada com una de les obres mestres de la maduresa artística de Cézanne. En aquest quadre d'audaç composició, la paret en desplom de la roca cantelluda, entre vermella i taronja, presenta un contrast violent en el color i en la factura amb el cel blau i la vegetació espurnejant, tractada a base de petits traços regulars. El color aplicat en forma de fines pinzellades paral·leles accentua l'efecte de vibració òptica que la reverberació del sol ardent sobre la terra nua produeix en l'aire. La idea de la perspectiva tradicional sembla haver estat abolida ací, mentre que la sensació d'estranyesa prové de la intrusió d'una roca a la part superior dreta de la composició i amb una aparença gairebé abstracta i geomètrica.
El 1978, John Rewald va dir que "des del punt de vista de la composició, la superposició totalment asimètrica i abrupte de la roca en aquesta escena de bosc és un element totalment inusual en els paisatges de Cézanne", però també va destacar que "un equilibri miraculós" es desprenia del conjunt.